# Пажа (приток Вори)
Па́жа — река в Сергиево-Посадском городском округе Московской области России, левый приток Вори.
Длина — 30 км, площадь водосборного бассейна — 111 км². Берёт начало в 3 км к западу от Сергиева Посада. Течёт в юго-западном направлении до города Хотьково, в черте которого меняет направление на юго-восточное. Устье — у деревни Голыгино, в 1,5 км от Ярославского шоссе. Высота устья чуть выше отметки 157,5 м над уровнем моря.
На реке расположены деревни Гольково и Шапилово, город Хотьково, сёла Радонеж и Воздвиженское.
По данным Государственного водного реестра России, относится к Окскому бассейновому округу. Речной бассейн — Ока, речной подбассейн — бассейны притоков Оки от Мокши до впадения в Волгу, водохозяйственный участок — Клязьма от Пироговского гидроузла до города Ногинска, без реки Учи (от истока до Акуловского гидроузла).